# Ispružač prstiju
Ispružač prstiju (lat. musculus extensor digitorum) je mišić stražnje strane podlaktice. Mišić inervira lat. nervus radialis.

## Polazište i hvatište
Mišić polazi zajedničkom glavom mišića ispružača, ide prema šaci i dijeli se u četiri tetive, svaka za jedan prst (osim palca). Svaka od tetiva se dalje dijeli na jednu središnju i dvije postranične. Središnje tetive se hvataju za stražnje strane drugog (lat. phalanx media), a postranične za stražnje strane trećeg (lat. phalanx distalis) članka svakog od prstiju.